# 泥质结构
泥质结构（pelitic texture）又称粘土结构（clay texture），是粘土岩的特有结构。其特点是岩石中粘土物质占50%以上，由于混有不同含量的砂及粉砂，故存在一系列过渡型结构。
由极细小（小于0.005mm）的粘土矿物组成，比较致密均一和质地比较软的结构。有时见有陑状及豆状结构，是在沉积过程中粘土质点围绕核心凝聚成德同心圆圈结构。